# 肯尼迪 (伊利諾伊州)
甘迺迪（英語：Kennedy）是位於美國伊利諾伊州萊克縣的一個非建制地區。該地的面積和人口皆未知。

## 地理
甘迺迪的座標為42°14′33″N 87°52′17″W / 42.24250°N 87.87139°W，而該地的平均海拔高度為209米（即686英尺）。